# Ação de grupo

## Definição
Na matemática, uma ação de um grupo G num conjunto X é uma operação α : G × X → X compatível com as operações do grupo G, nos seguintes aspectos:
- sendo e a identidade de G, vale α(e, x) = x para cada x ∈ X;
- vale α(g ⋅ h, x) = α(g, α(h, x)) para quaisquer g, h ∈ G e x ∈ X.

O conceito de ação de grupo assemelha-se ao de espaço vetorial, ainda mais quando se usa a abreviação g ⋅ x para α(g, x)..
As mais básicas ações de grupos podem ser tratadas geometricamente, como simetrias. Por exemplo, o n-ésimo grupo diedral age no conjunto de vértices, mudando-os de posições por meios de reflexões e rotações; neste caso, a ação é fiel. O mesmo grupo diedral também tem outra ação dada por α(g, x) = x, isto é, sem mover os vértices, e neste caso a ação não é fiel.
As muitas propriedades de ações de grupos aplicam-se em áreas como a teoria dos corpos, teoria dos grafos e até a física quântica.

## Tipos de ações
Uma ação de grupo α : G × X → X pode ser equivalentemente tratada como um homomorfismo σ : G → Aut(X), levando elementos de G a bijeções, dado por σ(g)(x) = α(g, x), de modo que se possam aproveitar resultados sobre homomorfismos de grupos no estudo de suas ações.
- A ação α é dita ser fiel quando σ é função injetiva, isto é, quando o único elemento g ∈ G tal que ∀ (x ∈ X), α(g, x) = x é a identidade.
- A ação α é dita ser transitiva quando qualquer elemento de X pode ser levado a qualquer outro, isto é, quando, para quaisquer x, y ∈ X, existe g tal que α(g, x) = y.
- A ação α é dita ser livre quando, se α(g, x) = x para algum x ∈ X, deve ser que g é a identidade. (Quando X é não vazio, isto é uma condição mais forte do que ser fiel.)[1]

### Exemplos
- Todo grupo age sobre si mesmo, por α(g, h) = g ⋅ h, e ação é fiel, transitive e livre. (Esta afirmação básica, de que todo grupo admite ação fiel, é conhecida por teorema de Cayley.)
- Todo grupo age trivialmente em qualquer conjunto, por α(g, x) = x, e ação é (quando X é não vazio), não fiel nem livre, e quando X tem pelo menos dois elementos, também não é transitiva.
- A operação (g, h) ↦ g−1 ⋅ h não é uma ação de grupo (à esquerda), mas é uma ação de grupo à direita: uma operação β : X × G → X (neste caso β(h, g) := g−1 ⋅ h) satisfazendo propriedades análogas.
- Todo grupo G age em qualquer subgrupo normal seu H por conjugação: α(g, h) = g ⋅ h ⋅ g−1.
- Sendo subgrupo H ⊆ G, não necessariamente normal, há ação canônica de G no conjunto de classes laterais G/H, dada por: α(g, x ⋅ H) = (g ⋅ x) ⋅ H.[1][2]

## Órbitas e estabilizadores
Seja ação α : G × X → X. A órbita de um elemento x ∈ X é o subconjunto Ox := {g ⋅ x | g ∈ G}. O estabilizador de x ∈ X é o subgrupo Gx := {g ∈ G | g ⋅ x = x}.
O teorema da órbita e do estabilizador diz que há isomorfismo canônico Ox ≅ G/Gx entre ações. Em particular, no caso finito, pelo teorema de Lagrange, tem-se a fórmula |Ox| ⋅ |Gx| = |G|, onde as barras verticais denotam cardinalidade.
Eis uma aplicação desse teorema básico:
- Dado p primo, seja G um p-grupo não trivial, isto é, um grupo com precisamente pn elementos, onde n é um inteiro positivo. Prova-se que o seu centro Z(G), o conjunto dos elementos de G comutando-se com qualquer outro elemento, é não trivial. Para tal, considera-se a ação de conjugação de G em G. O conjunto G pode ser particionado em suas órbitas; as órbitas triviais (de um só elemento cada) constituem-se precisamente dos elementos do centro; sejam n1, …, nk > 1 os tamanhos das outras órbitas, não triviais. Então, |G| = |Z(G)| + n1 + … + nk. Cada ni é divisor de |G|, que é uma potência do primo p, logo também é potência do mesmo primo, e sendo diferente de um, há de ser múltiplo de p. Desse como, como |G| é múltiplo de p, a parcela restante |Z(G)| também é múltiplo de p; como a identidade é elemento central, há pelo menos outros p − 1 elementos centrais.

Outras aplicações desse teorema ocorrem nas provas dos teoremas de Sylow.

## Variantes
Há o conceito similar de ação de semigrupo, cuja teoria, porém, se complica pela ausência da operação de inversão.
Representação de grupo é um conceito mais estrito, usado quando se deseja escrever uma ação de grupo em termos de multiplicação de matrizes.
O conjunto X pode ter mais estrutura, e pode-se exigir que a ação de grupo seja compatível com essa estrutura; isso leva, por exemplo, ao estudo de ação de grupo contínua.
Todas essas variantes são casos particulares do conceito de functor.